# Poienari
Poienari là một xã thuộc hạt Neamț, România. Dân số thời điểm năm 2002 là 3313 người.